# 布吕索
布吕索（德語：Brüssow，發音：[ˈbʁʏsoː]）是德国勃兰登堡州乌克马克县的城市，面积101.83平方千米，2023年12月31日人口为1,835人。